# Розтоки (Косівський район)
Розто́ки — село в Україні, у Кутській селищній громаді Косівського району Івано-Франківської області. Населення становить 2020 осіб.

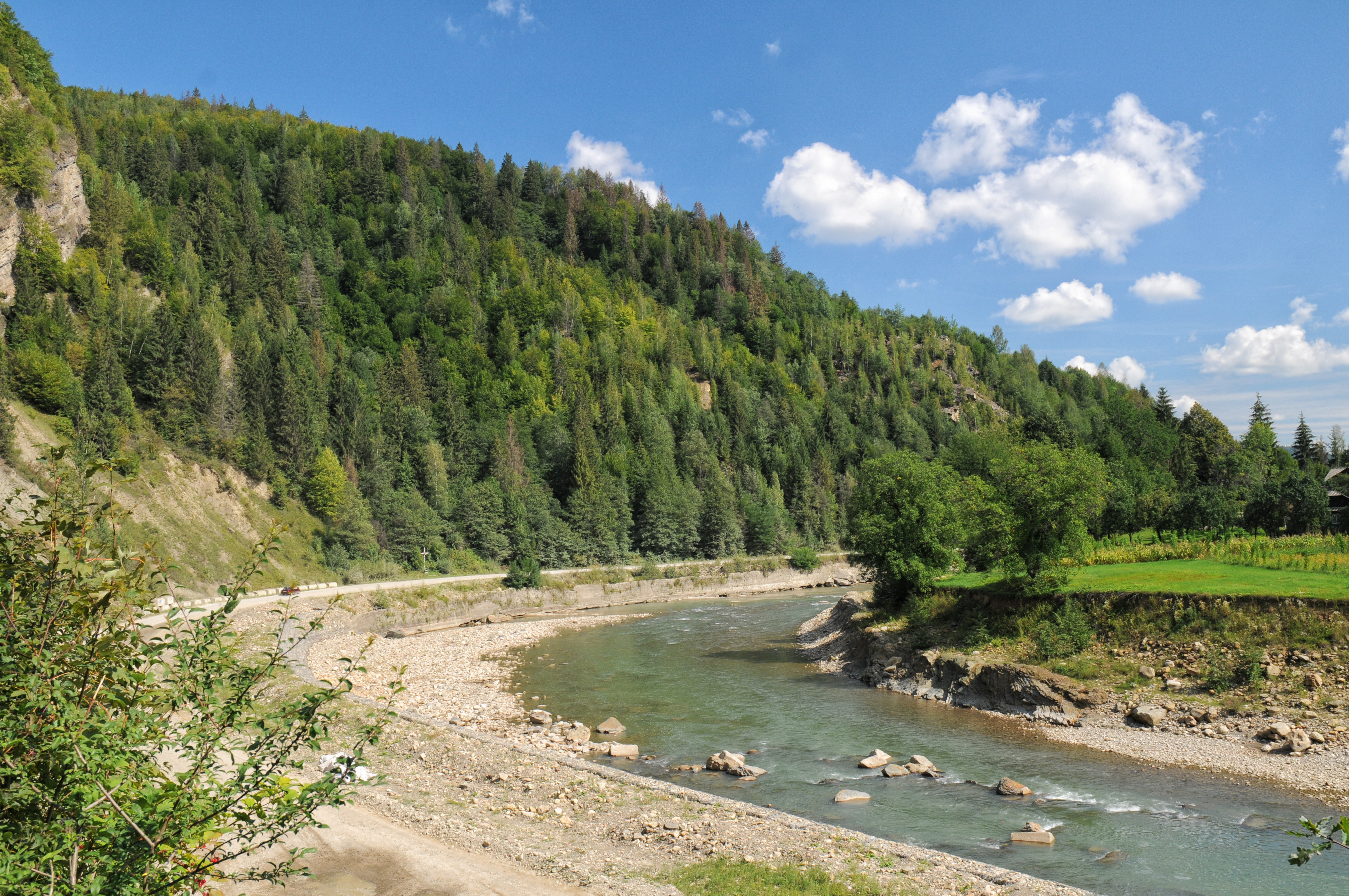
Річка Черемош в районі села Розтоки

## Географія
Через село протікає гірська річка Черемош.

## Відомі люди
Влад Марія Миколаївна — журналістка, письменниця та поетеса, громадська діячка; авторка трьох прозових книг, численних ліричних та релігійних поезій.